# Nathalie Winden
Nathalie Winden était une animatrice de télévision née le 30 juillet 1966 à Hermalle-sous-Argenteau en Belgique.

## Carrière
Nathalie Winden entame des études de droit à l'Université de Liège. Elle travailla d'abord à Radio 47, une petite radio libre émettant depuis Momalle en Hesbaye et collabora aussi avec Radio Liège et Radio Manhattan. Elle passa ensuite un casting à RTL-TVI et elle est engagée par le directeur des programmes de l’époque, Jean-Paul Delcominette en 1988 en tant que speakerine. Elle présenta ensuite une émission pour jeunes du nom de Clip Clap et ensuite Petit à Petit, le jeu Le Mot Gagnant. Elle est connue pour avoir présenté la météo, poste qu'elle a quitté en 2008, après 20 ans d'antenne, pour se consacrer à la communication de RTL-TVI. Le lundi 22 octobre 2012, elle est licenciée par la direction de RTL-TVI.

## Engagement politique
En octobre 2012, elle est candidate aux élections communales sur la Liste du Maïeur de la commune de Court-Saint-Étienne. Elle est élue en 12e place de sa liste (sur 13 élus) avec 202 voix de préférence. Elle prête serment de Conseillère communale le 3 décembre 2012.

## Vie privée
- Elle est divorcée de Frédéric Herbays, ancien directeur des programmes de RTL-TVI, avec qui elle a une fille[7]. Elle s'est mariée en 2014 avec un accordéoniste Jo Destrée.